# Rajasawardhana
Rajasawardhana (ur. przed 1429, zm. 1453) – jawajski monarcha i ósmy władca imperium Majapahit (1451-1453).

## Życiorys
Był synem piątego króla Majapahitu - Wikramawardhany. Po śmierci swojego starszego brata Kertawidżaji w 1451 roku objął rządy. Panował do roku 1453. Władał obszarem wschodniej Jawy i południowej Sumatry. Po jego śmierci nastąpił zapewne trzyletni okres bezkrólewia, po którym władzę objął Girishawardhana.